# Casa de Alonso de Toro
La Casa de Alonso de Toro es una casona colonial ubicada en la calle Marqués en el centro histórico del Cusco, Perú.
La casa perteneció a Alonso de Toro quien, a la entrada de Gonzalo Pizarro a Lima en octubre de 1544, fue nombrado teniente gobernador del Cusco y que en 1545, dando oportunidad a los seguidores de Diego de Almagro que habían traicionado a España les ofreció el perdón si mataban a Manco Inca; hecho que, ocurrió ese mismo año en Vilcabamba cuando 7 almagristas asesinaron a Manco Inca delante de su hijo.
Desde 1972 el inmueble forma parte de la Zona Monumental del Cusco declarada como Monumento Histórico del Perú. Asimismo, en 1983 al ser parte del casco histórico de la ciudad del Cusco, forma parte de la zona central declarada por la UNESCO como Patrimonio Cultural de la Humanidad.
La casa consta de dos niveles y tres patios. Presenta zaguán de ingreso hacia la calle Marqués, escaleras atípicas de piedra y madera (la original se perdió). Exteriormente presenta portada de transición, puerta postigo, puertas secundarias y balcones republicanos de antepecho con balaustrada de madera y
balconcillos; es característico el ochavo esquinero que da hacia la plazoleta Espinar.
El Patio principal está configurado por cuatro crujías, la del lado noroeste con galería de arcos y dobles con antepecho lítico en el segundo nivel donde encontramos corredores en los lados noroeste, sureste y suroeste con ménsulas, pies derechos y balaustrada de madera profusamente tallada. En la crujía suroeste del patio, podemos hallar importantes elementos como una cubierta de transición con clavos de piedra a la usanza prehispánica y una reja colonial de ventana.